# 휴버트 H. 험프리 메트로돔
휴버트 H. 험프리 메트로돔(영어: Hubert H. Humphrey Metrodome)은 1982년에 개장한 MLB 야구 팀 미네소타 트윈스와 미식축구팀 미네소타 바이킹스의 홈구장이다. 1989년 미네소타 팀버울브스가 창단했을 때 한 시즌 동안 사용하기도 하였다. 세계 최초로 공기 부양식 지붕을 사용한 돔이며, 1988년 개장한 도쿄 돔의 모델이 되기도 하였다. 수용인원은 미식축구가 64,111명, 야구가 50,000명이다. 개장 초기에는 홈런이 자주 나왔으나 1984년 공기 조절기를 설치하면서 홈런 개수가 줄어들기 시작했다. 메이저 리그에서 가장 생생한 인조잔디를 볼 수 있는데, 2004년 필드 터프로 개조되면서다. 오른쪽 펜스는 미식축구 경기를 위한 접었다 펼 수 있는 관중석이 있는데, 마치 청바지와 배색이 똑같다.
미네소타 팀버울브스(영어: Minnesota Timberwolves)는 1990년부터 타깃 센터(영어: Target Center)로, 미네소타 트윈스(영어: Minnesota Twins)는 2010년부터 타깃 필드(영어: Target Field)로 이전, 미네소타 바이킹스(영어: Minnesota Vikings)는 새 구장을 짓는 동안 2014년부터 TCF 뱅크 스타디움(영어: TCF Bank Stadium)을 임시로 사용하였고 메트로돔을 철거한 자리에 2016년부터 U.S. 뱅크 스타디움(영어: U.S. Bank Stadium)이 완공되면서 이전하였다.
| 메이저 리그 베이스볼 올스타전 개최 경기장 |                                  |            |
| 1984년                                    | 1985년 휴버트 H. 험프리 메트로돔 | 1986년     |
| 캔들스틱 파크                             | 1985년 휴버트 H. 험프리 메트로돔 | 애스트로돔 |
|                                           |                                  |            |
|                                           |                                  |            |